# Hoshin
Hoshin (Japans: doel, beleid) is een term uit de managementfilosofie. Het is een jaarlijkse planningfase die helpt (bedrijfs)doelstellingen op te stellen met als doel deze daadwerkelijk te halen. 
Hoshin is in essentie een werkmethode die een organisatie of bedrijf ondersteunt met het bepalen van maatregelen om haar langetermijnmissie en -visie na te streven. Van fundamenteel belang voor Hoshin zijn de checkpunten (voor de middelen) en de controlepunten (voor de doelen). Er worden doelen of mijlpalen geformuleerd, die de langetermijnvisie van de organisatie weergeven. De checkpunten geven aan of de implementatiemethode hun doelen behalen, daar waar de controlepunten aangeven of de doelen gehaald zijn.
Hoshin-systemen bestaan in alle vormen, maten en gewichten en kunnen in een eenvoudige vorm al bestaan uit formulieren, werkinstructies en actieplannen. Het helpt medewerkers en managers om doelen te stellen en meetpunten aan te wijzen om het wel of niet behalen van deze doelen te kunnen controleren.
Hoshin is zoals veel managementtools ontwikkeld in Japan, maar is gebaseerd op de Amerikaanse techniek van Management by Objectives en de klassieke cirkel van Plan-Do-Check-Act (de kwaliteitscirkel van Deming). 